# Michael Hardt

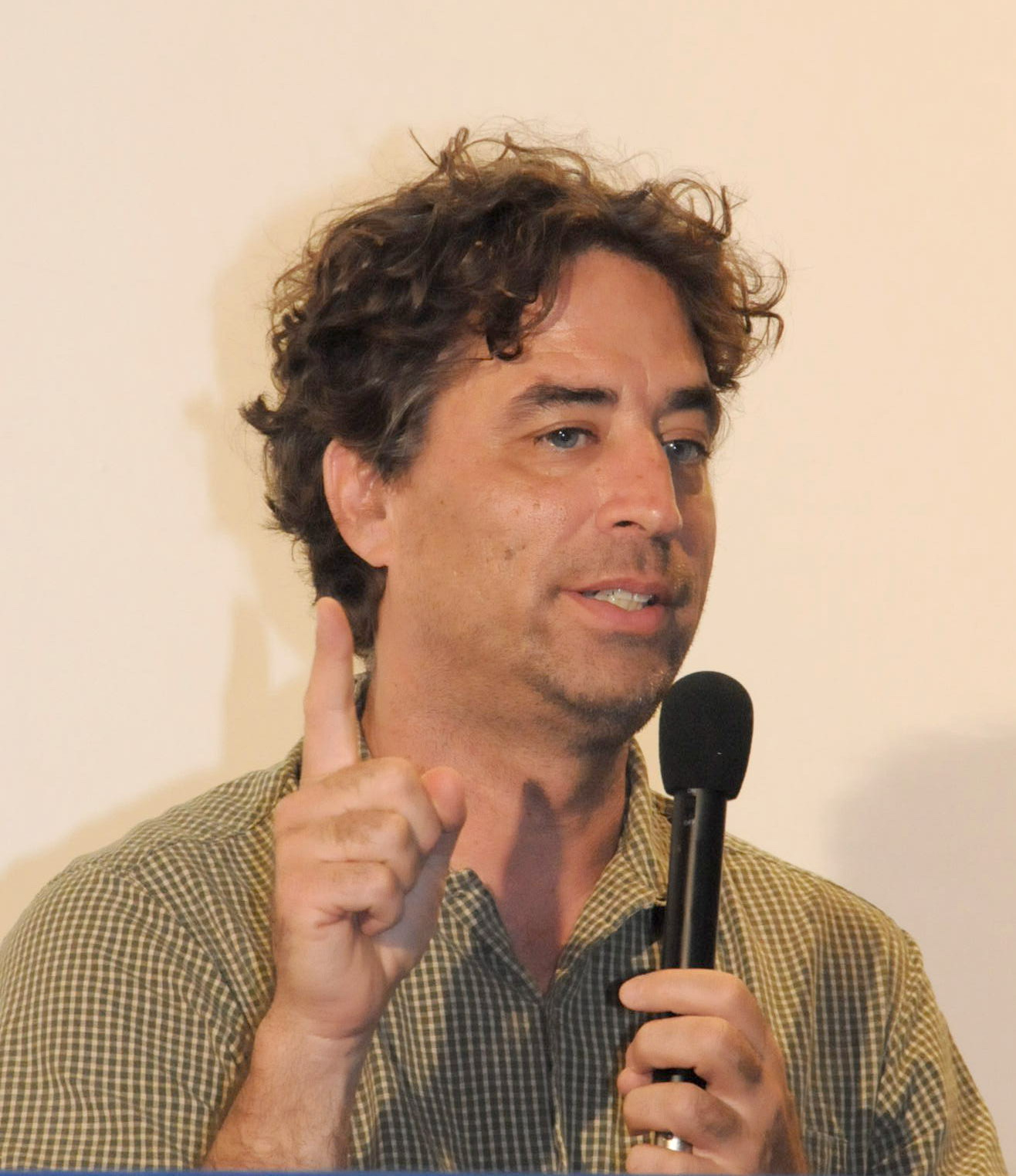
Michael Hardt

Michael Hardt (Washington D.C., 1960) is een Amerikaanse literatuurwetenschapper en marxistische theoreticus, werkzaam als hoogleraar literatuur en Romance Studies aan Duke University.
Hardt is internationaal bekend om zijn samenwerking, sinds de eerste helft van de jaren '90, met de Italiaanse neomarxist Antonio Negri. Hardt vertaalde Negri's L'anomalia selvaggia (The Savage Anomaly, University of Minnesota Press, 1991, een werk over Spinoza). Samen schreven zij Labor of Dionysus, Empire en De menigte.
Hardt volgde een technische opleiding aan Swarthmore College van 1978 tot '83 en werkte daarna voor/in de zonne-energiesector, eerst in de Verenigde Staten en vervolgens in Italië. Hij deed ontwikkelingswerk in Midden-Amerika, waaronder het opknappen van tweedehands computerapparatuur voor de Nationale Universiteit van El Salvador. Terug in de VS ging hij vergelijkende literatuurwetenschap studeren. Hardts dissertatie handelde over Gilles Deleuze en de Italiaanse politiek in de jaren 60 en 70.